# Линьцан
Линьца́н (кит. упр. 临沧, пиньинь Líncāng) — городской округ в китайской провинции Юньнань.

## География
В заповеднике Наньпэнхэ обитают зелёные павлины, белоухие лиотриксы, синекрылые минлы и другие редкие птицы.

## История
Постановлением Министерства внутренних дел КНР от 25 ноября 1952 года был образован Специальный район Мяньнин (缅宁专区), в состав которого были включены уезд Мяньнин (缅宁县), до этого входивший в состав Специального района Дали (大理专区), уезды Чжэнькан, Шуанцзян (双江县) и Гэнма (耿马县), до этого входившие в состав Специального района Баошань (保山专区), и уезд Цанъюань (沧源县), до этого входивший в состав Специального района Пуэр (普洱专区).
Постановлением Госсовета КНР от 30 июня 1954 года Специальный район Мяньнин был переименован в Специальный район Линьцан (临沧专区), а уезд Мяньнин — в уезд Линьцан (临沧县).
Постановлением Госсовета КНР от 22 марта 1955 года уезд Гэнма был преобразован в Гэнма-Дай-Каваский автономный уезд (耿马傣族佧佤族自治县).
Постановлением Госсовета КНР от 16 ноября 1956 года в связи с расформированием Специального района Дали уезды Юньсянь и Фэнцин были переданы в состав Специального района Линьцан.
Постановлением Госсовета КНР от 24 сентября 1958 года уезд Цанъюань был преобразован в Цанъюань-Каваский автономный уезд (沧源佧佤族自治县).
29 декабря 1958 года уезды Шуанцзян и Линьцан были объединены в уезд Линьшуан (临双县), а в феврале 1959 года уезды Юньсянь и Фэнцин были объединены в уезд Юньфэн (云凤县), но уже в октябре 1959 года были воссозданы уезды Юньсянь и Фэнцин, а в декабре — уезды Шуанцзян и Линьцан.
Постановлением Госсовета КНР от 13 сентября 1963 года Цанъюань-Каваский автономный уезд был переименован в Цанъюань-Ваский автономный уезд, а Гэнма-Дай-Каваский автономный уезд — в Гэнма-Дай-Ваский автономный уезд.
Постановлением Госсовета КНР от 14 сентября 1963 года из уезда Чжэнькан был выделен уезд Юндэ.
В 1970 году Специальный район Линьцан был переименован в Округ Линьцан (临沧地区).
Постановлением Госсовета КНР от 11 июня 1985 года уезд Шуанцзян был преобразован в Шуанцзян-Лаху-Ва-Булан-Дайский автономный уезд.
Постановлением Госсовета КНР от 26 декабря 2003 года были расформированы уезд Линьцан и округ Линьцан, и образован городской округ Линьцан; бывший уезд Линьцан стал районом Линьсян в его составе.

## Административно-территориальное деление
Городской округ Линьцан делится на 1 район, 4 уезда, 3 автономных уезда:
| Карта | Карта                                           | Карта                           | Карта                                            | Карта            | Карта         |
| --- | ----------------------------------------------- | ------------------------------- | ------------------------------------------------ | ---------------- | ------------- |
| Линьсян Фэнцин Юньсянь Юндэ Чжэнькан Шуанцзян-Лаху-Ва- · Булан-Дайский · автономный уезд Гэнма-Дай-Ваский · автономный уезд Цанъюань-Ваский · автономный уезд |                                                 |                                 |                                                  |                  |               |
| Статус | Название                                        | Иероглифы                       | Пиньинь                                          | Население (2010) | Площадь (км²) |
| Район | Линьсян                                         | 临翔区                          | Línxiáng qū                                      |                  |               |
| Уезд | Фэнцин                                          | 凤庆县                          | Fèngqìng xiàn                                    |                  |               |
| Уезд | Юньсянь                                         | 云县                            | Yún xiàn                                         |                  |               |
| Уезд | Юндэ                                            | 永德县                          | Yǒngdé xiàn                                      |                  |               |
| Уезд | Чжэнькан                                        | 镇康县                          | Zhènkāng xiàn                                    |                  |               |
| Шуанцзян-Лаху-Ва- Булан-Дайский автономный уезд | Шуанцзян-Лаху-Ва- Булан-Дайский автономный уезд | 双江拉祜族佤族 布朗族傣族自治县 | Shuāngjiāng Lāhùzú Wǎzú Bùlǎngzú Dǎizú zìzhìxiàn |                  |               |
| Гэнма-Дай-Ваский автономный уезд | Гэнма-Дай-Ваский автономный уезд                | 耿马傣族佤族自治县              | Gěngmǎ Dǎizú Wǎzú zìzhìxiàn                      |                  |               |
| Цанъюань-Ваский автономный уезд | Цанъюань-Ваский автономный уезд                 | 沧源佤族自治县                  | Cāngyuán Wǎzú zìzhìxiàn                          |                  |               |

## Экономика
Линьцан является крупнейшим центром выращивания макадамии в Китае и переработки её орехов (из них делают лепёшки, печенье, десерты и конфеты). По состоянию на 2024 год выращиванием этой культуры занимались 510 тыс. сельских жителей, живущих в 564 деревнях. Промышленная стоимость орехов макадамии и другой продукции из них составляла 600 млн юаней (82,55 млн долл. США).